# 진쑹역
진쑹역(중국어: 劲松站)은 중국 차오양구 진쑹 가도 동3환중로·진쑹로·난모팡로 교차로에 위치한 베이징 지하철 10호선의 지하철역으로, 2004년 4월 2일 착공하여 2008년 6월 30일에 완공되었고, 동년 7월 19일 운영을 개시하였다. 역명은 진쑹 가도(劲松街道) 관할 구역에 위치하여 제정되었다.

## 위치
이 역은 동3환남로(남북 방향)와 진쑹로 - 난모팡로(동서 방향) 교차점에 위치하며, 진쑹교 동측 교차로 지하에 위치한다. 역은 동3환남로를 따라 남북 방향으로 배치되어 있다.

## 역 구조
이 역은 2층, 3경간, 2기둥의 아치구조와 1면 2선 섬식 승강장 설계를 갖춘 2층 건물의 지하역이다. 지하 1층은 대합실 층, 지하 2층은 승강장 층으로, 역사 전체 길이는 191.6m, 역사 본체 폭은 20.7m, 승강장 길이는 120m이다. 역사는 지하 굴착 파일 공법을 사용하여 건설되었다.
이 역은 원래 10호선 1단계의 종착역이었고, 종점까지의 구간은 394.6m로, 10호선 2단계의 출발점이기도 하다.

### 층별 구조
| 지면층             | 출입구                          | A-D출입구                    |
| 지하 1층 대합실 층 | 대합실 층                       | 대합실, 매표소, 자동 매표기  |
| 지하 2층 승강장    | ←                               | ■ 10호선 외선순환 (솽징)     |
| 지하 2층 승강장    | 섬식 승강장, 왼쪽 출입문이 열림 |                              |
| 지하 2층 승강장    | →                               | ■ 10호선 내선순환 (판자위안) |

## 출구
이 역 1층에는 4개의 출입구가 있다. 출입구 모두 장애인을 위한 무장애 시설을 갖추고 있으며, 출입구 D에는 엘리베이터가 있다.
|                         |                                           |                                                     |      |             |
| 출구                    | 지시                                      | 출구 인근                                           | 사진 | 무장애 시설 |
| 出口 · A                | 진쑹로(劲松路), 동3환남로(东三环南路)     | 진쑹 1구(劲松一区)                                  |      | 빈칸        |
| 出口 · B                | 동3환남로(东三环南路), 난모팡로(南磨房路) | 富顿中心，华腾园，顺迈金钻大楼                      |      | 빈칸        |
| 出口 · C                | 동3환남로(东三环南路), 눙광로(农光路)     | 눙광리(农光里), 사반좡(沙板庄), 진쑹 빌딩(劲松大厦) |      | 빈칸        |
| 出口 · D                | 동3환남로(东三环南路), 진쑹 3구(劲松三区) | 화텅 빌딩(华腾大厦), 하이웬 빌딩(海文大厦)          |      |             |
| 아이콘 설명: 엘리베이터 |                                           |                                                     |      |             |

## 운영 정황
2013년 5월 5일 10호선이 개통되면서 출발 간격이 2분 15초로 단축되었고, 궈마오역과 진쑹역간 내부 순환 정체가 발생했다. 완화되면서 기존 진쑹역에서 운행되던 외곽 순환 도로 '다잔 쾌속'(大站快车)은 오전 출퇴근 시간에 압박이 크게 가중되었고, 피크 시간대에는 역 외부 교통 제한이 시작되었다. 원래 10호선 2단계 개통 당시에는 쑹자좡역과 진쑹역 사이에 "다잔 쾌속"이 운행되었으며 1시간 마다 1대씩 운행되었다. 청서우쓰, 펀중쓰, 스리허, 판자위안은 4개 역에 정차하지 않았다.